# Tajgasångare
Tajgasångare (Phylloscopus inornatus) är en palearktisk fågelart som tillhör familjen lövsångare (Phylloscopidae) som tidigare ingick i den idag uppdelade familjen sångare.

## Kännetecken

### Utseende
Tajgasångaren är en av de minsta sångarna och mäter cirka 9–10,5 centimeter. Ovansidan är grågrön med svarta vingar, undersidan smutsvit. Karakteristiskt är framträdande gulvita dubbla vingband och långt ögonbrynsstreck. Tertialerna har gulvita kanter.

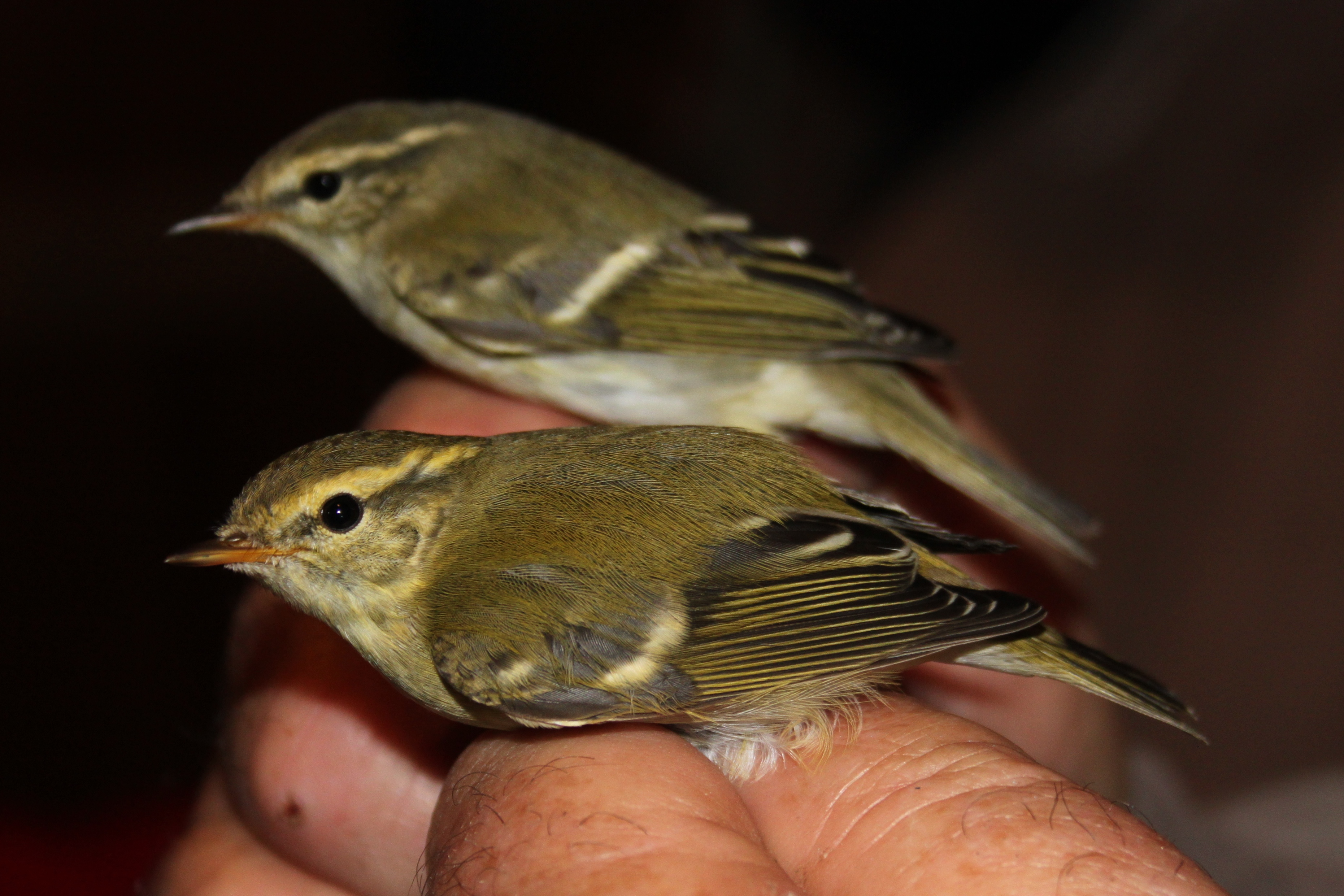
Två tajgasångare ringmärkta i Tjeckien.

Arten är mycket lik bergtajgasångaren men denna har i förhållande till tajgasångaren en dovare och mindre kontrastrik fjäderdräkt, bara en blek antydan till ett andra vingband samt mörka ben och mörk undre näbbhalva. I flykten skiljs de båda från kungsfågelsångare på att den senare har en tydlig ljus övergump. 

### Läten
Tajgasångaren upptäcks oftast först på sina läten. Locklätet är ljudligt och genomträngande, ett ljus visslande "tsuiist". Sången består av stakande fina toner, påminnande om järpens sång.

## Utbredning
Tajgasångaren häckar i Europeiska Ryssland och Asien så långt österut som till Kina. Den är en utpräglad flyttfågel och övervintrar i Sydostasien. Man uppskattar att det häckar 10 000–70 000 individer bara i Europa.
Tajgasångaren kan uppträda i västra Europa i september och oktober, trots att det är på ungefär 3 000 kilometers avstånd från dess häckningsområden. Exempelvis förekommer arten på senhösten i Storbritannien tillräckligt ofta för att inte klassas som ovanlig där. I Sverige observerades den första gången 1961 vid Ottenby på Öland och den har senare observerats flera hundra gånger, främst i de östra delarna av landet.

## Systematik
Tidigare behandlades bergtajgasångaren och tajgasångaren som en och samma art, men delas idag upp baserat på skillnader i morfologi, läten och DNA. Häckningsutbredningen för den västliga nominatformen av bergtajgasångaren överlappar med tajgasångarens i västra Sajanbergen utan att hybridisera. Uppdelningen mellan dessa båda arter uppskattas ha skett för cirka 2,5 miljoner år sedan.

### Släktes- och familjetillhörighet
Tajgasångarna placerades tidigare i familjen sångare (Sylviidae). Denna artrika familj har idag delats upp i ett tiotal familjer och tajgasångaren har, tillsammans med de andra arterna i släktet Phylloscopus, placerats i familjen lövsångare (Phylloscopidae). Vissa auktoriteter har dock valt att dela upp Phylloscopus i flera mindre släkten, varvid tajgasångarna med släktingar lyfts ut till det egna släktet Abrornis.

## Ekologi
Tajgasångaren är vanlig i skogsmark i lågland och bergsområden. Boet byggs i ett träd och den lägger mellan fyra och sex ägg. Som de flesta sångarna är den insektsätare. Tajgasångaren är ingen skygg fågel, men dess livsstil i skogen gör att den är svår att få syn på. Den är ständigt i rörelse.

## Status och hot
Tajgasångare har ett mycket stort utbredningsområde, den globala populationen är stor och utvecklingstrenden bedöms som stabil. Utifrån dessa kriterier bedöms inte arten vara hotad och IUCN kategoriserar därför tajgasångaren som livskraftig (LC).